# Мошкарёво
Мошкарёво (укр.  Мошкарьове, крымскотат.  Kerleut, Керлеут) — исчезнувшее село в Ленинском районе Республики Крым, располагавшееся на юго-западе района и Керченского полуострова, в балке Кривая, примерно в 3,5 км к востоку от современного села Южное. Образовано в 1948 году путём слияния двух старинных сёл Керлеут, Сабике и нового поселения Нефтепром.

## История
Первое документальное упоминание сёл встречается в Камеральном Описании Крыма… 1784 года, судя по которому, в последний период Крымского ханства Керлеут и Сабике входили в Арабатский кадылык Кефинского каймаканства. После присоединения Крыма к России (8) 19 апреля 1783 года, (8) 19 февраля 1784 года, именным указом Екатерины II сенату, на территории бывшего Крымского Ханства была образована Таврическая область и деревни была приписана к Левкопольскому, а после ликвидации в 1787 году Левкопольского — к Феодосийскому уезду Таврической области. После Павловских реформ, с 1796 по 1802 год, входили в Акмечетский уезд Новороссийской губернии. По новому административному делению, после создания 8 (20) октября 1802 года Таврической губернии, Керлеут и Сабике были включены в состав Парпачской волости Феодосийского уезда.
По Ведомости о числе селений, названиях оных, в них дворов… состоящих в Феодосийском уезде от 14 октября 1805 года, в деревне Кирлевут числилось 15 дворов и 62 жителя, в Сабеян — 10 дворов и 25 жителей. На военно-топографической карте генерал-майора Мухина 1817 года деревня Керлеут обозначена с 15, а Сабеке обозначена с 10 дворами. После реформы волостного деления 1829 года Керлеут и Стабал Кипчак, согласно «Ведомости о казённых волостях Таврической губернии 1829 года», отнесли к Агерманской волости (переименованной из Парпачской). На карте 1836 года в деревне Кирлеут 21 двор, как и на карте 1842 года. В Сабике — 12 дворов, а на карте 1842 года Сабике обозначен условным знаком «малая деревня», то есть, менее 5 дворов.
В 1860-х годах, после земской реформы Александра II, деревню приписали к Арма-Элинской волости. Согласно «Памятной книжке Таврической губернии за 1867 год», деревня Сабеке была покинута жителями в 1860—1864 годах, в результате эмиграции крымских татар, особенно массовой после Крымской войны 1853—1856 годов, в Турцию и заселена частью русскими из разных мест, а по «Списку населённых мест Таврической губернии по сведениям 1864 года», составленному по результатам VIII ревизии 1864 года, Керлеут — владельческий татарский хутор с 3 дворами и 15 жителями близ морского берега. По обследованиям профессора А. Н. Козловского начала 1860-х годов, в селениях «пользуются дождевой водой, собираемой в аутах и запрудах» (Аут — небольшой пруд в степном Крыму, наполнявшийся дождевой и талой водой). На трёхверстовой карте Шуберта 1865—1876 года в деревне Кирлеут обозначено 20 дворов, а Сабике не обозначен вовсе. По «Памятной книге Таврической губернии 1889 года», по результатам Х ревизии 1887 года, в деревне Керлеут числилось 8 дворов и 50 жителей, в Собике — 9 дворов и 46 жителей (обе уже в составе Владиславской волости).
После земской реформы 1890-х годов деревни передали в состав Петровской волости. По «…Памятной книжке Таврической губернии на 1892 год» в безземельных деревнях, не входивших ни в одно сельское общество, числилось: в Керлеуте 26 жителей, домохозяйств не имеющих, а в Сабике жителей и домохозяйств не числилось. На верстовой карте Крыма 1896 года в Керлеуте обозначено 10 дворов с русско-татарским населением, а в Собике — 9 дворов с руссим. По «…Памятной книжке Таврической губернии на 1902 год» в деревнях, входивших в Джапар-Бердынское сельское общество, числилось: в Керлеуте 115 жителей в 18 домохозяйствах, в Сабике — 58 жителей в 9. По Статистическому справочнику Таврической губернии. Ч.II-я. Статистический очерк, выпуск пятый Феодосийский уезд, 1915 год, в Петровской волости Феодосийского уезда числились деревни: Керлеут — 27 дворов (15 дворов с землёй, 24 — безземельные) с русским населением в количестве 38 человек приписных жителей и 104 «посторонних», из которых 81 мужчина и 51 женщина. Жители землёй не владели, в примечании скзано, что Кравченко и Кузьменко имели 1918 десятин земли. В хозяйствах имелось 148 лошадей, 123 вола, 85 коров и 100 голов овец, свиней, или коз; Сабике— 7 дворов (1 двор с землёй, 6 — безземельные) с русским населением в количестве 48 человек только «посторонних», по 24 мужчины и женщины. Жители владели 27 десятинами удобной земли. В хозяйствах имелось 37 лошадей, 6 волов, 20 коров и 115 голов овец, свиней, или коз.
После установления в Крыму Советской власти, по постановлению Крымревкома, 25 декабря 1920 года был образован Керченский (степной) уезд, а, постановлением ревкома № 206 «Об изменении административных границ» от 8 января 1921 года была упразднена волостная система и село вошло в состав Петровского района Керченского уезда, а в 1922 году уезды получили название округов. 11 октября 1923 года, согласно постановлению ВЦИК, в административное деление Крымской АССР были внесены изменения, в результате которых округа были отменены, Петровский район упразднили, влив в Керченский район. Согласно Списку населённых пунктов Крымской АССР по Всесоюзной переписи 17 декабря 1926 года, в селе Керлеут, Обекчи-Карсанского сельсовета Керченского района, числилось 39 дворов, все крестьянские, население составляло 174 человека, из них 99 украинцев, 67 татар, 3 русских, 2 белоруса, 1 немец, 2 записаны в графе «прочие». В селе Сабике было 8 дворов, 40 жителей — все украинцы. Постановлением ВЦИК «О реорганизации сети районов Крымской АССР» от 30 октября 1930 года (по другим сведениям 15 сентября 1931 года) Керченский район упразднили и село включили в состав Ленинского.
Во время Великой Отечественной войны, 9 мая 1942 года, в ходе Керченской оборонительной операции, в районе села, в бою с захватчиками погибли сержант З. И. Соровцев и 7 рядовых красноармейцев 72-й Кубанской кавалерийской казачьей дивизии. На их братской могиле установлен памятник.
С 25 июня 1946 года селение в составе Крымской области РСФСР. Указом Президиума Верховного Совета РСФСР от 18 мая 1948 года, сёла Керлеут, Сабике и Нефтепром объединили и переименовали в Мошкарёва. Село получило название в память о первом командире Ялтинского партизанского отряда Дмитрии Григорьевиче Мошкарине, погибшем во втором бою отряда 13 декабря 1941 года. 26 апреля 1954 года Крымская область была передана из состава РСФСР в состав УССР. Время включения в Батальненский сельсовет пока не установлено: на 15 июня 1960 года село уже числилось в его составе. Исключено из учётных данных в 1969 году (согласно справочнику «Крымская область. Административно-территориальное деление на 1 января 1977 года» — в период с 1968 по 1977 год, как село Батальненского сельсовета).

### Мошкаревское нефтяное месторождение
В 1935—1937 году на «Керлеутской площади» (Мошкаревском и Керлеутском месторождениях), в результате разведочного бурения в 
среднемайкопских отложениях в скважине № 2 с глубины 128 м была произошёл фонтанный выброс нефти дебитом 20—30 т в сутки. Известно, что в 1940 году на Приозёрном и Мошкарёвском месторождениях суммарная добыто нефти составила 683 т. С 1946 года велось поисково-разведочное бурение на Мошкаревском месторождении дало обнадеживающие результаты и в 1949 году оно было передано в эксплуатацию. В марте 1954 года на расширенном геологическом совещании в Феодосии была признана малая перспективность на нефть и газ территории Керченского полуострова В то же время обнаружилось сильное обводнение Мошкарёвских нефтеносных пластов и добычу нефти признали нерентабельной. Точная дать закрытия промысла пока не установлено, известно, что это произошло в середине 1950-х годов.

### Динамика численности населения
| - 1805 год — 87 чел. - 1864 год — 15 чел. - 1889 год — 96 чел. - 1892 год — 26 чел. | - 1902 год — 173 чел. - 1915 год — 38/152 чел. - 1926 год — 214 чел. |